# Scuola per infermiere
Scuola per infermiere (Shroud for a Nightingale) è un romanzo giallo della scrittrice britannica P. D. James, il quarto della serie con l'Ispettore Adam Dalgliesh.
Pubblicato nel 1971, ha vinto il Silver Dagger Award e l'anno successivo  è giunto secondo all'Edgar Award, categoria per il miglior romanzo.

## Trama
L'ospedale John Carpender ha una dipendenza, una dimora vittoriana chiamata Nightingale House, dove ha sede anche la scuola per infermiere. Qui sono avvenute due morti, a distanza di circa tre settimane e si deve stabilire se sono omicidi. Il primo caso riguarda l'allieva infermiera Heather Pearce che, mentre fungeva da paziente nel corso di un'ispezione, ha ingerito un disinfettante scambiato per latte. La polizia locale non ha raggiunto conclusioni certe ma, quando avviene la seconda disgrazia, il primario dell'ospedale Courtney-Briggs fa chiamare Scotland Yard. Comincia così l'indagine di Adam Dalgliesh. La seconda morte è avvenuta di notte: l'allieva Jo Fallon ha ingerito un veleno (nicotina) assieme a un bicchiere di whisky e forse si è tolta la vita. La donna, più vecchia delle compagne, era incinta.
Dalgliesh non risparmia gli interrogatori e le ricostruzioni dei fatti. L'idea che la Pearce sia stata avvelenata per uno scherzo o un incidente involontario si dissolve quando emergono alcuni fatti precisi: la ragazza sembrava innocua e poco appariscente, ma era riuscita a ricattare più di una persona. Il mattino in cui era morta stava sostituendo la compagna Jo Fallon, ammalata. Per finire, Pearce aveva fatto ricerche in una biblioteca di Londra con la tessera di Jo Fallon. Quando si dimostra che la bottiglia di latte (che doveva servire all'esercitazione) era stata sostituita con un'altra riempita di disinfettante, si comprende la volontà di uccidere e si prova a sospettare della Fallon, che però non avrebbe avuto un movente.
Ma anche la morte di Jo Fallon, così simile a un suicidio, grazie all'assiduo lavoro di Dalgliesh, si dimostra un omicidio: infatti la nicotina che l'ha avvelenata è ritrovata nascosta in un grosso vaso di sabbia del sistema antincendio. Il flacone di spray, un antiparassitario per le rose,  proveniva dalla serra, dove la caposala Gearing si dedicava ai fiori a tempo perso e tutte le caposala, ma non le allieve, lo sapevano. Data l'età (31 anni), Jo Fallon ha avuto varie relazioni: dapprima con il fratello del primario, quindi col primario stesso, infine con il giovane Dowson, aspirante scrittore. Ma tutte le piste si dimostrano false e solo dopo aver parlato con la madre di un paziente morto, Martin Dettinger, emerge finalmente una pista. Nel frattempo, Dalgliesh, non vedendo arrivare il suo aiutante Masterson, esce nel parco per rincasare e viene assalito e atterrato con un fortissimo colpo in testa.
Soccorso da Morag, un'inserviente che passa le notti in un capanno nel parco, l'ispettore è curato dalla direttrice Mary Taylor e da Courtney-Briggs, ma insiste per rimanere alzato ad attendere il sergente Masterson. Il colpo gli è stato inferto con una mazza da golf appartenente alla direttrice, tuttavia la donna ammette la scomparsa della mazza ma dichiara che a Nightingale House tutti sono nelle loro stanze. Quando finalmente arriva Masterson, i due si scambiano le informazioni raccolte: il defunto Dettinger aveva riconosciuto un'infermiera del suo passato, una criminale nazista processata con altri uomini da lui stesso ma assolta. Dettinger aveva riferito alla madre la sua scoperta, ma anche la Pearce, adibita ad assisterlo, aveva compreso l'accaduto e si era procurata un testo in biblioteca sui processi avvenuti in Germania venticinque anni prima.
Dalgliesh ormai ha compreso tutto, ma se ne va a dormire in albergo con Masterson. Alle cinque di mattina è svegliato dal telefono: Mary Taylor lo avverte che il capanno è andato a fuoco e i pompieri stanno domando l'incendio. La Taylor dice che il capanno era vuoto perché lei ha ospitato Morag, che aveva portato dentro l'ispettore ferito alla testa nella notte. Invece nell'incendio si trova il cadavere di Ethel Brumfett, caposala e migliore amica della Taylor. Questa ha lasciato una confessione in cui dichiara di aver avvelenato le due allieve. Però Dalgliesh parla con Mary e dice che sì, la Brumfett ha assassinato, ma non ha detto di averlo fatto per coprire Mary, ossia Irmgard Grobel, la giovanissima tedesca assolta nel 1946 nel processo in Germania. E, sempre la Brumfett, non si è tolta la vita, ma è stata uccisa da Mary. Il legame tra le due donne era divenuto insopportabile per Mary che era anche stata ricattata dalla Pearce ed ora da Stephen Courtney-Briggs (di cui Dettinger era paziente pagante). Dalgliesh non può provare l'omicidio della Brumfett, ma fa riemergere con facilità il passato di Mary Taylor.

### Epilogo
Al processo per i fatti di Nightingale House, Mary Taylor è assolta, ma. ormai ristabilita nella sua reale identità, presenta le dimissioni. Prende dimora in uno squallido caseggiato di Londra e si toglie la vita con un'iniezione contenente lo stesso veleno usato in Germania per sopprimere malati e dementi. Lascia una confessione sulla morte della Brumfett e un biglietto in busta chiusa per Dalgliesh. Egli non esita: apre la busta e lascia cadere il biglietto nel fuoco. Nightingale House è demolita e di fronte è sorto un gradevole edificio per la scuola professionale per infermiere.

## Personaggi
- Mary Taylor, direttrice della scuola per infermiere annessa al John Carpender Hospital.
- Hilda Rolfe, Mavis Gearing, Ethel Brumfett, le caposala.
- Miss Muriel Beale, ispettrice sanitaria.
- Miss Angela Burrows, amica e convivente di Miss Beale.
- Stephen Courtney-Briggs, chirurgo del John Carpender.
- Maureen e Shirley Burt, Julia Pardoe, Christine Dakers, Madeleine Goodale, allieve infermiere del terzo anno, tutte presenti all'esercitazione condotta alla presenza dell'ispettrice Beale.
- Heather Pearce, allieva del terzo corso, utilizzata come paziente.
- Josephine Fallon, allieva infermiera, ammalatasi il giorno precedente alla visita dell'ispettrice.
- Diane Harper, altra allieva, si ritira dalla scuola e non ha altro ruolo nel libro.
- Martha Collins, governante e responsabile delle inservienti di Nightingale House.
- Morag Smith, inserviente.
- Adam Dalgliesh, ispettore di Scotland Yard.
- sergente Masterson (Charles), aiutante di Dalgliesh.
- Sir Miles Honeyman, patologo.
- Peter Courtney, attore morto suicida: doveva sposarsi con Jo Fallon. Fratello di Stephen.
- Arnold Dowson, aspirante scrittore e occasionale amante di Jo Fallon.
- Martin Dettinger, paziente morto per grave malattia. Era assistito da Heather Pearce.
- Louise Dettinger, madre di Martin.

## Opere derivate
Nel 1984, il libro è stato adattato nella miniserie televisiva Shroud for a Nightingale, con Roy Marsden interprete dell'Ispettore Dalgliesh.
Nel 2021 è stata realizzata la serie televisiva L'ispettore Dalgliesh (Dalgliesh); Shroud for a Nightingale costituisce gli episodi 1 e 2 della prima stagione, andati in onda il 16 settembre 2022. Dalgliesh ha avuto come interprete Bertie Carvel.

## Edizioni in italiano
- P. D. James, Scuola per infermiere, trad. di Giovanni Piccioni, Rusconi, Milano 1987
- P. D. James, Scuola per infermiere, traduzione di Giovanni Piccioni, Oscar Mondadori, Milano 2001